# Killzone 2
Killzone 2 es un videojuego shooter de ciencia ficción  de la compañía Guerrilla Games para la consola PlayStation 3. Es la segunda entrega dentro de la saga Killzone, la cual empezó en la consola PlayStation 2 con el juego Killzone y fue continuada más tarde con Killzone: Liberation dentro de la portátil PlayStation Portable. Fue anunciado por primera vez en la Feria de Videojuegos E3 en el año 2005 en Los Ángeles, California.

## Historia
Es el relato bélico en forma de videojuego de 2 planetas, Vekta fiel a la unión de la Tierra, madre de todas las colonias del espacio. Y Helghan, un bélico planeta dónde por condiciones climáticas y atmosféricas sus habitantes han mutado y han desarrollado un nuevo cuerpo. Helghan aún dolida por el abandono de la Tierra y por sus traiciones, decidió iniciar la Primera Guerra de Helghan que acabó con la victoria de la Tierra y una vigilancia a Helghan, pero ellos se libraron de esa defensa. Decidieron contraatacar y atacaron a Vekta del mismo sistema solar, mataron al jefe de la estación de defensa, pasaron y atacaron. Gracias a las acciones heroicas de Templar, un soldado de acción rápida de la resistencia, y otros 3 personajes(Hakha, Luger y Rico Velasquez), Vekta ganó, los terrestres llegaron y ayudaron en la reconquista de la zona sur de Vekta.
En esta segunda parte de la historia encontramos que son ahora las fuerzas armadas de Vekta, quienes invanden a los Helghast en su planeta Helghan. Bajo el lema "Ellos comenzaron esta guerra al invadir Vekta, ahora nos corresponde a nosotros terminarla". Según sus reportes de inteligencia, se esperaban de poca a moderada resistencia. No podrían estar más equivocados ya que se encuentran con un verdadero infierno en Helghan.

## Personajes principales
Sargento Tomas Sevchenko: Sargento de primera clase. 33 años. Seis en el servicio. 1'88 centímetros y 99 kilos. Sev carga a sus espaldas una destacable carrera militar, por lo que porta la talla necesaria para afrontar misiones especiales. Nació en una familia bien asentada en la parte norte de Vekta, a la cual desobedeció alistándose en la armada. Más tarde le sería arrebatada en la invasión de los Helghast, lo que tendría como resultado unas terribles pesadillas. 
Sargento Mayor Rico Velasquez: Sargento Mayor. 38 años. 12 de servicio. 1'85 metros, 108 kilos. A pesar de tener un origen humilde en la Vekta sur, recurriendo incluso a la delincuencia, supo encontrar redención en las fuerzas ISA. Allí, forjaría una gran capacidad combativa a partir de numerosas batallas.
Lancero Garza: Lancero especialista francotirador. 31 años. Seis de servicio.1'81 metros y 82 kilos. Soldado equilibrado y muy inteligente. Constantemente hace gala de una rebeldía que le valió la expulsión de numerosos escuelas e institutos, hasta su alistamiento, donde encontró su verdadero lugar.
Shawn Nakto: Soldado. 39 años. 10 de servicio. 1'96 metros y 100 kilos. Es el más veterano junto a Rico. Muestra ciertas señales de insubordinación que compensa con su habilidad para el combate. 

## Ventas
A las primeras 48 horas de su lanzamiento, Killzone 2 debutó vendiendo 323.000 copias en Estados Unidos. El juego no cumplió con las expectativas en marzo y abril, pero a principios de mayo el juego ya había vendido 677.000 copias. Por otro lado, Killzone 2 ocupó la cuarta posición de ventas rápidas por la Sony en el Reino Unido. En Japón, el juego ocupó la posición 3, vendiendo 41.000 unidades.
En abril de 2009, Sony anunció que las ventas de Killzone 2 han superado el millón en todo el mundo. en el 2013 superó las 3 millones de copias vendidas, sin contar las ventas en las descargas digitales que rondan de 600 mil descargas.

## Recepción
Killzone 2 ha recibido elogios por parte de la crítica. En las grandes páginas web de videojuegos, Killzone 2 tiene actualmente una calificación en Metacritic de 91/100 basado en 95 comentarios y en Game Rankings tiene una calificación de 90.07% de críticas positivas basados en 79 comentarios.
GamePro dio una puntuación perfecta de 5/5, elogiando los gráficos de este y por explorar la profundidad de los personajes. El crítico Kevin VanOrd de GameSpot dio al juego una puntuación de 9/10 diciendo: "Killzone 2 cuenta con gráficos espectaculares, el modo individual es intenso y el modo Online es tan extraordinario que te mantendrá pegado a la pantalla".
La revista Edge (revista) también les gusto los gráficos del juego diciendo que son "gráficos sin igual".

## Trofeos
Platino: 1

Oro: 3

Plata: 8

Bronce: 72